# Wet BeZaVa
Om het aantal uitkeringen als gevolg van ziekte en arbeidsongeschiktheid in Nederland terug te dringen, is in 2013 de Wet beperking ziekteverzuim en arbeidsongeschiktheid vangnetters, kortweg Wet BeZaVa in werking getreden. De wetgever wil door middel van financiële prikkels zorgen dat werkgevers voorkomen dat hun werknemers bij het uit dienst gaan in de Ziektewet of de WIA (Wet werk en inkomen naar arbeidsvermogen) instromen. In 2017 is de wet verder aangescherpt.

## Vangnetters
Bij ziekte van een werknemer moet de werkgever in Nederland voor de eerste 24 maanden zorgen voor loonbetaling. De Ziektewet is er voor zogenaamde vangnetters; dat zijn werknemers die geen recht hebben op deze loondoorbetaling, zoals WW-gerechtigden, zieke uitzendkrachten en werknemers met een contract voor bepaalde tijd van bijvoorbeeld 6 maanden. Door de Wet BeZaVa blijft de werkgever financieel verantwoordelijk voor haar voormalig medewerkers die na uitdiensttreding een Ziektewet- of WGA-uitkering (Werkhervattingsregeling gedeeltelijk arbeidsgeschikten) ontvangen. 
Werkgevers betalen een premie aan de Werkhervattingskas voor het risico voor de Ziektewet en de WGA. De premie hangt af van het aantal werknemers dat ziek is uitgestroomd. Er wordt onderscheid gemaakt tussen bedrijven uit verschillende branches en er is een indeling naar omvang: klein, middelgroot en groot. Werkgevers kunnen ervoor kiezen dit risico voor eigen rekening te nemen of bij een eigen verzekeringsmaatschappij onder te brengen.